# Prix Noël-Mailloux (criminologie)
Pour les articles homonymes, voir Prix Noël-Mailloux.
 (signalé en mai 2025).
Si vous disposez d'ouvrages ou d'articles de référence ou si vous connaissez des sites web de qualité traitant du thème abordé ici, merci de compléter l'article en donnant les références utiles à sa vérifiabilité et en les liant à la section « Notes et références ».
- Archive Wikiwix
- Bing
- Cairn
- DuckDuckGo
- E. Universalis
- Gallica
- Google
- G. Books
- G. News
- G. Scholar
- Persée
- Qwant
- (zh) Baidu
- (ru) Yandex
- (wd) trouver des œuvres sur Wikidata

Le prix Noël-Mailloux a été créé à l’occasion du 25e anniversaire de la Société de criminologie du Québec en l’honneur de son tout premier président, Noël Mailloux.
Ce prix est décerné à un praticien du domaine de la justice pénale et de la criminologie, quel que soit son secteur de travail  judiciaire, correctionnel, social, communautaire ou autre, qui se serait distingué dans son milieu par des actions méritoire.

## Lauréats
- 1986 - Claude Savoie, policier, Service de police de Laval
- 1988 - Jean-Paul Careau, Établissement de détention de Québec
- 1990 - Jean-Guy Morin
- 1992 - David Mc Cord, Conseil des Églises pour la justice et la criminologie
- 1995 - Jeannette Boisseau, praticienne des domaines de la justice pénale
- 1997 - Marineau, directeur, Bureau d'intervention clinique et communautaire
- 2003 - Michel Jasmin, juge, Chambre de la Jeunesse